# 日本自由民主黨政治資金醜聞
日本自由民主黨政治資金醜聞是自2023年11月开始，日本執政黨自由民主黨多個派系被曝出的政治獻金漏記醜聞。此次醜聞導致自民黨內除麻生派外其他的派別全部解散。

## 事件演變
清和政策研究會（安倍派）、志帥會（二階派）、宏池會（岸田派）等自民黨派系的成员，被指未將17亿日元记载進政治资金收支报告中，而是將這些錢放到了自己的小金庫中。 
受醜聞影響，首先使內閣中的安倍派成員免去要職，包括時任內閣官房長官松野博一、經濟產業大臣西村康稔等，而掌握黨內要職的萩生田光一、世耕弘成亦主動辭退。後來醜聞牽涉範圍越來越大，事件演變成自民黨派系的解散潮。2024年1月19日，安倍派、岸田派、二階派等黨內重要派系均宣布解散。隨後在23日和25日，黨內最小派閥近未來政治研究會（森山派）和有隣會（谷垣集團）亦宣佈解散。部分自民党籍议员被起诉，而且這些議員被起訴後被迫退黨，甚至辭職。
2024年2月13日，自民黨公佈回扣事件調查結果，根據調查結果，2018年至2022年未記入政治資金收支報告的有85人，總額約達5.7949億日元。
2024年4月4日，日本自民党对该党39名涉案党员作出处分，盐谷立和世耕弘成被处以“劝告离党”，其馀涉案人等则被处以暂停党员资格或党内职务等处分。
2024年10月6日，日本首相石破茂表示，6名涉案的自民党国会议员不會被推荐参加同年众议院选举，其余涉案人等即使被推荐也不得作为比例代表重复参选。

## 部分涉事議員

#### 清和政策研究會（安倍派）
- 鹽谷立
- 下村博文
- 世耕弘成
- 高木毅
- 西村康稔
- 萩生田光一
- 三林裕巳
- 平澤勝榮
- 池田佳隆

#### 志帥會（二階派）
- 小泉龍司
- 宮内秀樹